# Оробец, Леся Юрьевна
Леся Юрьевна Оробец (укр. Леся Юріївна Оробець; род. 3 мая 1982, Киев) — украинский политик, народный депутат Украины 6 и 7 созывов (с 2007 года). Ранее была членом партии ВО «Батькивщина», входила в Политсовет партии. Вышла из партии Батькивщина 26.03.2014. Ранее зампредседателя партии «Единый Центр», входила в президиум партии, являлась её членом до 2010 года, после являлась членом партии «Фронт Змін» (с 2011 года). Дочь украинского политика Юрия Оробца.

## Биография
Окончила Украинский гуманитарный лицей Киевского национального университета имени Тараса Шевченко, где училась в 1996—1999 годах со специализацией по правоведению.
Окончила Институт международных отношений Киевского национального университета имени Тараса Шевченко, где училась в 1999—2005 гг., магистр, международник-юрист, переводчик с английского языка.
Январь 2002 — март 2004 работала юристом ООО «Сота» в городе Киев. С марта по сентябрь 2004 года являлась помощником-консультантом народного депутата Украины от партии «Наша Украина» Юрия Оробца.
С октября 2004 по октябрь 2005 — ассистент по юридическим вопросам Международной финансовой корпорации Группы Всемирного банка, Киев. С октября 2005 по февраль 2007 — сотрудник представительства юридической фирмы «Бейкер и Макензи — Си-Ай-Эс Лимитед», Киев. После этого до ноября 2007 года занималась частным предпринимательством в Киеве, соучредитель ООО «Ритейл Кредит Групп».

## Политическая карьера
С ноября 2007 по декабрь 2012 — народный депутат Украины VI созыва от Блока «Наша Украина — Народная самооборона», председатель подкомитета по вопросам базового образования Комитета Верховной Рады Украины по вопросам науки и образования.
С декабря 2012 года — народный депутат Украины VII созыва от ВО «Батькивщина», секретарь Комитета Верховной Рады Украины по иностранным делам.

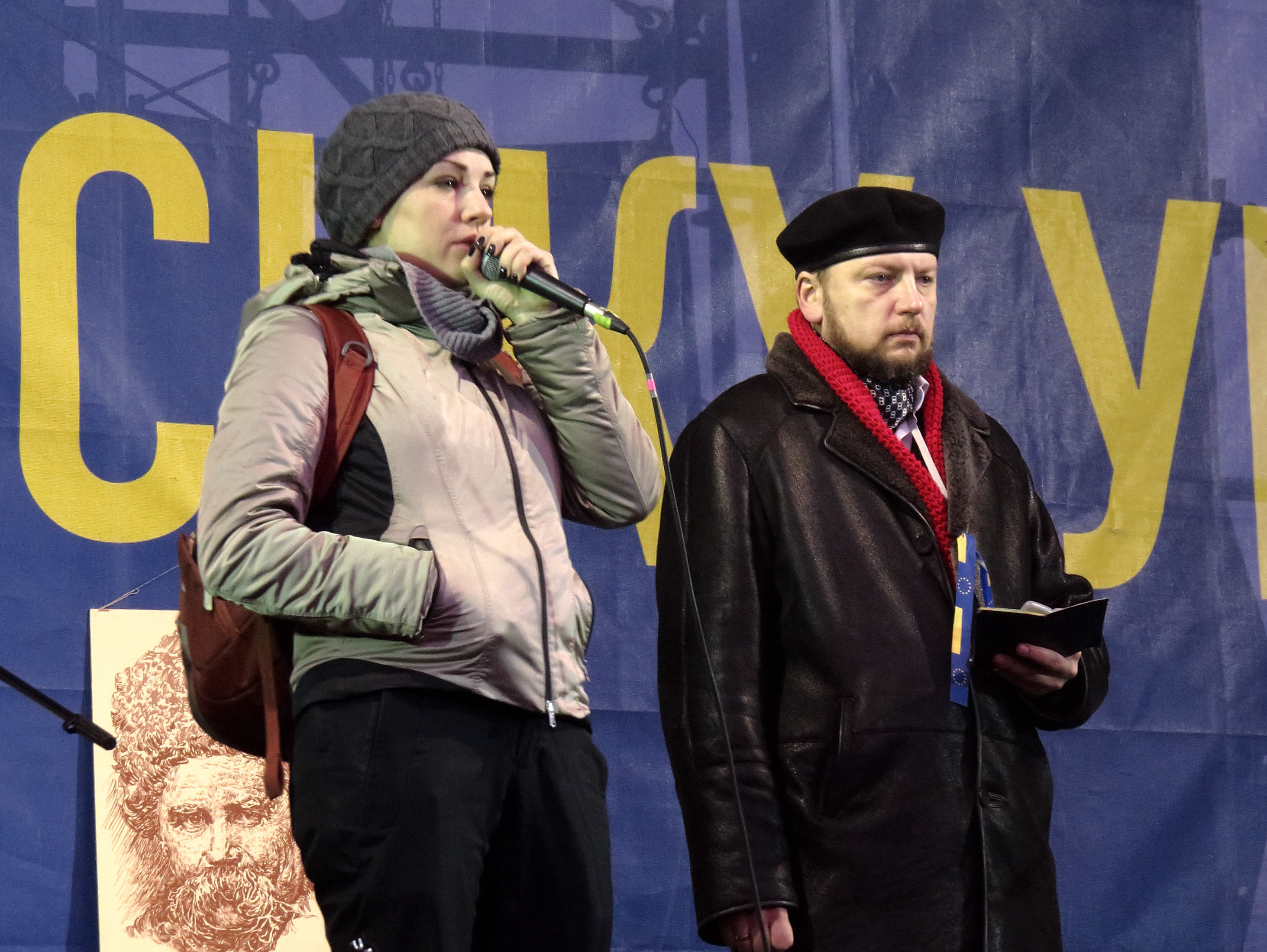
На Евромайдане

2 апреля 2013 года «отсутствовала» при голосовании за отмену пенсионной реформы (повышение пенсионного возраста), для принятия законопроекта о её отмене не хватило 6 голосов.
27 июля 2014 года была зарегистрирована партия «Могутня Україна» («Могучая Украина»), которая была создана Лесей Оробец, также и возглавившей новую политсилу.
15 сентября объявила о решении не участвовать в намеченных на октябрь парламентских выборах из-за подорванного за последние 2 года здоровья.
Участие в выборах городского головы Киева

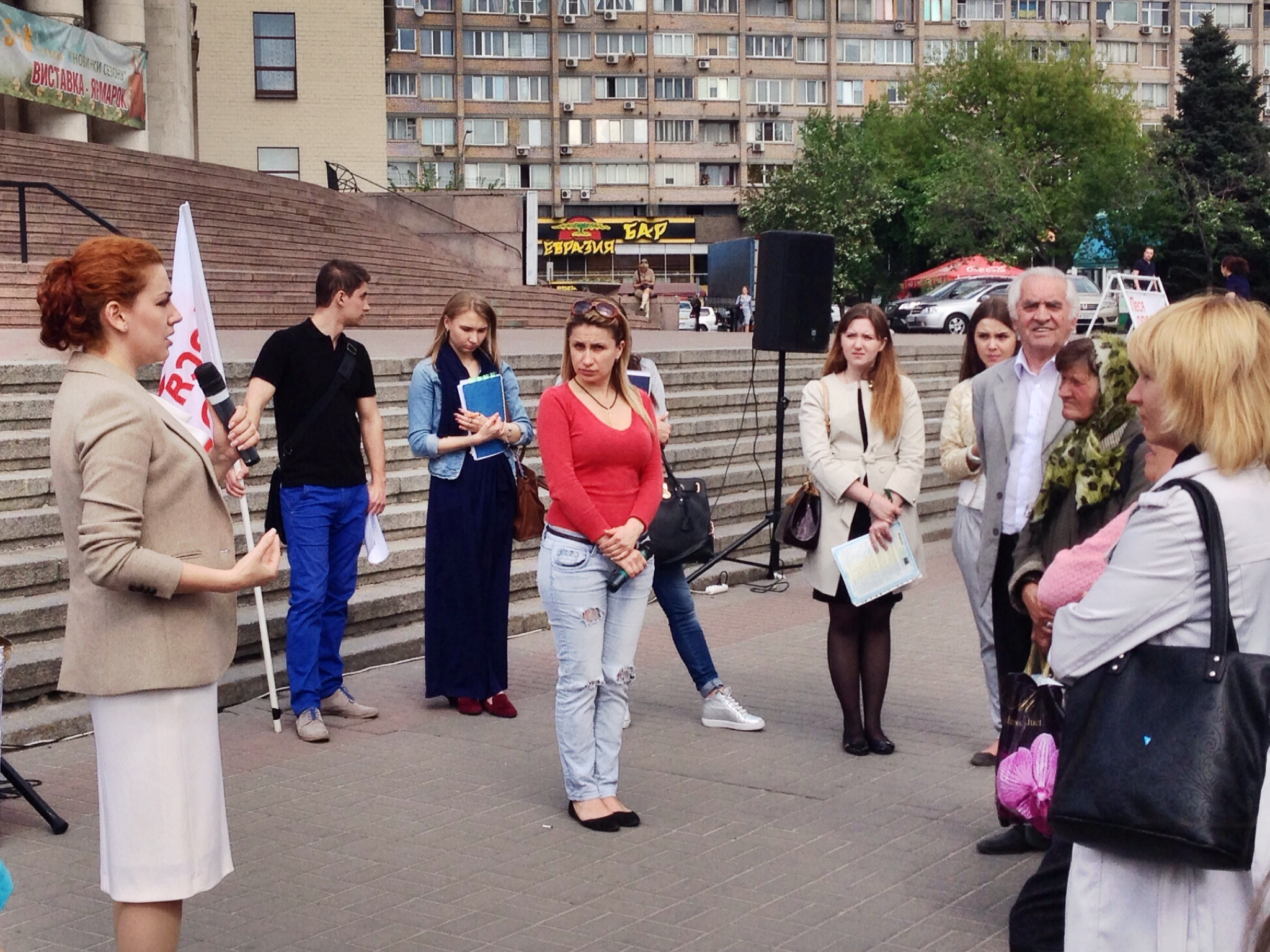
Встреча с избирателями

Леся Оробец заявила о своём намерении принять участие в выборах городского головы Киева, которые должны состояться 25 мая 2014 года. По данным украинского издания «Insider» во фракции Батькивщина вместе с ней возможными кандидатами на этот пост также являются Юрий Луценко и Владимир Бондаренко. 12 марта Леся Оробец объявила о решении идти на выборы вместе с политической партией Демократический Альянс при поддержке врача Ольги Богомолец и общественных активистов. Также политик указала на то, что хочет организовать на Украине европейскую предвыборную кампанию, с прозрачным сбором средств и привлечением волонтеров.
31 марта 2014 года стало известно о том, что Леся Оробец вышла из партии «Батькивщина», тем самым выполняя своё предвыборное обещание идти на должность городского головы Киева во внепартийном статусе.
1 апреля 2014 года Леся Оробец на брифинге в Верховной Раде предложила выбирать на грядущих городских выборах столичного главу не на 1 год, а на 5 лет, объединить должности городского головы и главы Киевской городской госадминистрации, а также возродить районные советы. 7 апреля Леся Оробец и Виталий Кличко (также являющийся кандидатом в главы Киева) внесли законопроекте № 4638, предлагающий назначением президентом Украины председателем Киевгорадминистрации человека, который избран городским головой Киева. По мнению авторов, так избранный киевлянами городской голова сможет влиять на развитие столицы. Однако этот законопроект не поддержало большинство в Верховной Раде.
25 апреля были опубликованы результаты социологического опроса Центра Разумкова среди киевлян за период с 11 по 17 апреля. По нему за Виталия Кличко готовы проголосовать 34,8 % опрошенных, действующий председатель КГГА Владимир Бондаренко набирает 7,6 %, лидер «Европейской партии» Николай Катеринчук — 5,8 %, народных депутатов Андрея Ильенко (ВО «Свобода») и Лесю Оробец («Батькивщина») готовы поддержать 3 % и 2,9 % киевлян соответственно.
13 мая, в последний день до окончания рассмотрения документов, избирательная комиссия отменила регистрацию Леси Оробец кандидатом на должность городского головы Киева. Поводом для такого решения послужило то, что она баллотировалась как самовыдвиженец и одновременно как беспартийная возглавляла список партии «Новая жизнь». По словам представителей ТИК, при регистрации Оробец в качестве кандидата 29 апреля ошибка не была обнаружена, ибо все бумаги проверяются «вручную». Леся Оробец заявила о том, что возмущена таким решением, так как не нарушила ни одной нормы закона и намерена обратиться в суд. 15 мая ЦИК единогласно восстановила Оробец кандидатом на выборах и городского головы, и в депутаты Киевсовета.
По результатам выборов, которые состоялись 25 мая, Оробец заняла второе место, набрав 8,46 % голосов избирателей. Двое членов её команды, Елена Галушка (после сложения Лесей Оробец мандата депутата Киевсовета с просьбой зарегистрировать следующего кандидата в списке соответствующей партии) и Олег Петровец, стали депутатами Киевского городского совета.

## Взгляды
Приверженка демократии.
Критикуя в мае 2008 года премьер-министра Украины Ю. Тимошенко, Оробец заявляла: «Меня откровенно удивляет позиция Тимошенко в вопросе национальных ресурсов. Стратегические предприятия Украины, которые приносят прибыль государству, премьер-министр стремится как можно скорее продать, идя при этом на неправомерные действия по смене руководства Фонда госимуществ». Отмечая тогда же неподписание правительством к тому времени соглашения о поставках газа на Украину на 2009 год (см. Газовый конфликт между Россией и Украиной 2008—2009 года), Оробец высказала мнение: «К сожалению, действия Тимошенко не имеют целью защиту национальных интересов. Это просто слишком дорогой для Украины PR-спектакль с премьером в главной роли».
Критикуя в разгар экономического кризиса в феврале 2009 года правительство Тимошенко, Леся Оробец отмечала: «Ожидалось, что снижение доходов притормозит рост цен, что приведет, в свою очередь, к росту сбыта и, следовательно, к росту производства. Таков традиционный механизм преодоления кризиса, по крайней мере, на Западе. Мы же, вместо этого, имеем увеличение денежной массы вследствие эмиссии и, следовательно, вполне естественный рост цен при снижении курса национальной валюты. Иными словами, правительство кризиса не преодолевает, а обостряет».
В конце февраля 2014 года во время политического кризиса на Украине Леся Оробец высказалась в поддержку возможного запрета деятельности Коммунистической партии Украины, так как «идущий у нас в стране „ленинопад“ (снос памятников Ленину продолжается по всей Украине — прим. издания „Lenta.ru“) показывает, что люди сейчас ведут борьбу за независимость, которая должна была произойти 23 года назад. Ленин у них ассоциируется с навязыванием культа, давлением, бедностью и оболваниванием».
Включена в список персон нон грата в Республике Крым.
По её мнению голосование за отмену закона о языках стало политической глупостью, хотя сам законопроект «был мертворождённым», так как на его осуществление вообще не выделялись бюджетные средства.
На своей странице в Facebook Олеся Оробец следующим образом охарактеризовала столкновения в Одессе 2 мая 2014 года, в результате которых погибли десятки человек: «Этот день вошёл в историю. Одесситы несмотря на измену как минимум части милиции, отстояли Одессу и всем доказали, что Одесса — это Украина. Ценою жизней патриотов добыта выдающаяся победа. Колорадские скопища ликвидированы. Агрессоры, которые первые напали, получили более чем адекватный ответ».
В июне 2014 года пришла в Верховную Раду с сумкой с надписью «Хутин пуй».

## Награды
- Наградное оружие — пистолет Макарова (6 мая 2014)[26].

## Личная жизнь
Замужем, имеет двух дочерей.

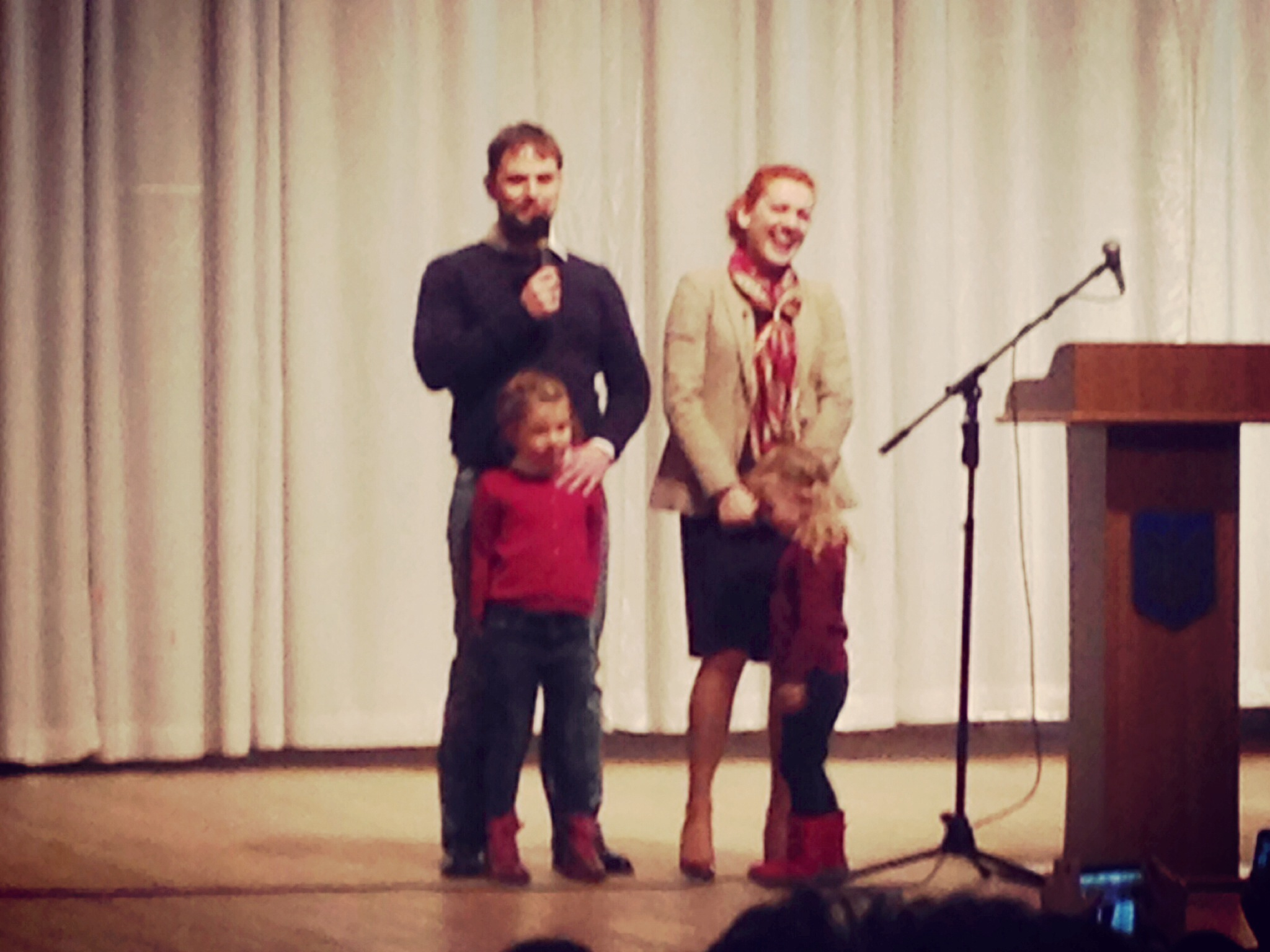
С семьёй

12 ноября 2012 года в киевский офис компании «Phoenix Capital», где работал супруг депутата, ворвались неизвестные в масках. Позже Оробец также сообщила, что ей на мобильный позвонили со скрытого номера и предложили «решить вопрос» путём политических переговоров.
На 2013 год её супруг являлся председателем совета директоров киевского офиса компании «Phoenix Capital». 20 июня 2013 года Леся заявила, что её муж вынужден был покинуть Украину из-за давления на их семью (против него было открыто уголовное дело).